# 札幌映画サークル
札幌映画サークル(さっぽろえいがさーくる、英語：Sapporo Cinema Circle　略称：SCC)は上映団体である。本部は札幌市北区。1963年12月13日に設立。
映画鑑賞団体全国連絡会議(全国映連)加盟団体。コミュニティシネマセンター会員。

## 概要
- 有料会員制の社会人サークルである[2]
- 会員数は160名（2017年8月時点）。中学生から80代まで入会している[3]
- 2013年から若年層の会員も増え、企画や会員層の幅が広がっている

## 会員

### 主な会員特典
- 主催上映の無料招待または特別割引
- 会報シネアストが毎月自宅に届く
- シネサロンへの参加

## 組織

### 運営委員会
上映会の運営や事務作業をする代表機関。年に一回開かれる総会で役員が選出・承認される
・企画班
2014年4月27日の「ウルトラマンの映画館」の企画で発足。主に特別上映企画を担当する

### 編集委員会
1973年4月から開始した会報シネアストを毎月発行・編集する